# Lotus 98T
O 98T foi o modelo da equipe Lotus na temporada de 1986 de Fórmula 1. Condutores: Johnny Dumfries e Ayrton Senna. 
Essa temporada foi a última vez que a Lotus estampou a cor preta, marca dos cigarros John Player Special em suas carenagens.

## Resultados[2]
(legenda) (em negrito indica pole position)
| Ano  | Chassi | Motor                  | Pneus | N° | Pilotos         | 1   | 2   | 3   | 4   | 5   | 6   | 7   | 8   | 9   | 10  | 11  | 12  | 13  | 14  | 15  | 16  | Pontos | Posição |  |
| ---- | ------ | ---------------------- | ----- | -- | --------------- | --- | --- | --- | --- | --- | --- | --- | --- | --- | --- | --- | --- | --- | --- | --- | --- | ------ | ------- |  |
|      |        |                        |       |    |                 |     |     |     |     |     |     |     |     |     |     |     |     |     |     |     |     |        |         |  |
|      |        |                        |       |    |                 | BRA | ESP | SMR | MON | BEL | CAN | EUA | FRA | GBR | GER | HUN | AUT | ITA | POR | MEX | AUS |        |         |  |
| 1986 | 98T    | Renault EF15B V6 Turbo | G     | 11 | Johnny Dumfries | 9   | Ret | Ret | DNQ | Ret | Ret | 7   | Ret | 7   | Ret | 5   | Ret | Ret | 9   | Ret | 6   | 58     | 3º      |  |
| 1986 | 98T    | Renault EF15B V6 Turbo | G     | 12 | Ayrton Senna    | 2   | 1   | Ret | 3   | 2   | 5   | 1   | Ret | Ret | 2   | 2   | Ret | Ret | 4   | 3   | Ret | 58     | 3º      |  |